# Proton Mail
Proton Mail (раніше було стилізовано як ProtonMail) — сервіс електронної пошти з наскрізним шифруванням, заснований 2013 року в Женеві, Швейцарія, вченими, які зустрілися у дослідницькому центрі CERN. Proton Mail використовує шифрування на стороні клієнта для захисту вмісту електронної пошти та даних користувачів до їх надсилання на сервери Proton Mail, на відміну від інших поширених постачальників послуг електронної пошти, таких як Gmail та Outlook.com. Доступ до сервісу можна отримати через клієнт вебпошти, мережу «Tor» або спеціальні програми для iOS та Android.
Proton Mail володіє компанія «Proton AG», розташована в кантоні Женева. Сервери розташовані у двох місцях у Швейцарії, за межами юрисдикції США та ЄС. Proton Mail отримав початкове фінансування через краудфандингову кампанію. За замовчуванням обліковий запис безкоштовний, наявні додаткові платні послуги. Станом на січень 2020 року сервіс має близько 20 млн зареєстрованих користувачів.

## Історія
16 травня 2014 року вийшла загальнодоступна бета-версія Proton Mail. Через 3 дні, внаслідок значної кількості реєстрації, розробники тимчасово призупинили бета-реєстрації для збільшення потужності сервера. У липні 2014 року Proton Mail отримав 550 377 доларів США від 10 576 донорів через краудфандингову кампанію на Indiegogo, хоча початкова необхідна сума була 100 000 доларів США. Під час кампанії PayPal заморозив рахунок Proton Mail у PayPal, перешкоджаючи виведенню пожертв на суму 251 721 доларів США. PayPal заявив, що рахунок заморожений через сумніви в законності шифрування, але опонентам PayPal таке пояснення здалося необґрунтованим. Обмеження були зняті наступного дня.
18 березня 2015 року Proton Mail отримала 2 мільйони доларів США інвестицій від Charles River Ventures та Fondation Genevoise pour l'Innovation Technologique (Fongit). 14 серпня 2015 року Proton Mail випустив основну версію 2.0, яка включала переписану кодову базу для свого вебінтерфейсу. 17 березня 2016 року Proton Mail випустив основну версію 3.0, в рамках якої офіційно вийшов з бета-версії. З новим інтерфейсом для вебклієнта версія 3.0 також включала публічний запуск бета-додатків iOS і Android.
19 січня 2017 року оголосили про можливість доступу до сервісу через Tor. 21 листопада 2017 року сервіс представив Proton Mail Contacts, менеджер контактів з шифруванням із нульовим доступом. Proton Mail Contacts використовує цифрові підписи для перевірки цілісності даних контактів. 6 грудня 2017 року Proton Mail запустив програму «Proton Mail Bridge», яка забезпечує наскрізне шифрування електронної пошти будь-якого поштового клієнта для комп'ютера, що підтримує мережеві протоколи IMAP та SMTP, наприклад, таких як Microsoft Outlook, Mozilla Thunderbird та Apple Mail, для Windows та macOS.
25 липня 2018 року запроваджено перевірку адреси та підтримку PGP, завдяки чому Proton Mail сумісний з іншими клієнтами PGP. У грудні 2019 року Proton Mail запустив повністю зашифрований календар «ProtonCalendar».
Вихідний код серверного програмного забезпечення (англ. back end) залишається закритим. Однак вихідний код вебінтерфейсу доступний за ліцензією з відкритим кодом. Також відкритий вихідний код мобільних клієнтів для iOS та Android, і додатку «Proton Mail Bridge». Вихідний код у відкритому доступі знаходиться у репозитарії сервісу на GitHub.
У вересні 2020 року Proton Mail приєднався до організації «Coalition for App Fairness», яка має на меті отримати кращі умови для включення своїх програм у магазини додатків.

## Інциденти
- 6 вересня 2021 року, попри заяву компанії, що вона не веде журнал IP-адрес, а для створення захищеного облікового запису електронної пошти не потрібно жодної особистої інформації, французькій владі було надано дані низки учасників руху «Youth for Climate». Після чого користувачі опинилися під арештом.[33][34]

## Блокування у Росії
29 січня 2020 року Роскомнадзор повідомив, що впровадив повне блокування послуг Proton Mail у Росії. Причиною блокування названо відмову Proton Mail надати інформацію російським правоохоронним органам стосовно облікових записів, які нібито розсилали спам із загрозами терору. Однак Proton Mail стверджував, що не отримував жодних запитів від російських органів щодо таких облікових записів.